# Diocese de Basse-Terre
A Diocese de Basse-Terre e Pointe-à-Pitre (em latim: Dioecesis Imae Telluris et Petrirostrensis; francês: Diocese de Basse-Terre e Pointe-à-Pitre), mais conhecida como Diocese de Basse-Terre, é uma diocese do Rito Latino da Igreja Católica Romana no Caribe.
A diocese compreende a totalidade do departamento francês de Guadalupe, uma das Antilhas Menores de Leeward. É também responsável pelas paróquias nos pequenos departamentos ultramarinos de São Bartolomeu e São Martinho. A diocese é um sufragista da Arquidiocese Metropolitana de Fort-de-France, e ambos são membros da Conferência Episcopal de Antilhas.
Sua catedral, dedicada a Nossa Senhora de Guadalupe (o santo padroeiro 'mexicano' da ilha), que tem o status de uma basílica menor, é, portanto, conhecida como a Basílica-Catedral Notre-Dame de Guadalupe de Basse-Terre ou a Basse Catedral de Terre.

## História
Foi erguida em 1850, quando a diocese de Guadalupe e Basse-Terre, em território se separou da então Prefeitura Apostólica de Îles de la Terre Ferme (uma jurisdição missionária das Antilhas, que foi promovida à diocese de Martinica e, enquanto isso, se tornou católica romana Arquidiocese de Fort-de-France), atual Metropolitan.
O bispado foi renomeado em 1951 para o nome atual, Diocese de Basse-Terre. Também em 1951.07.19, uniu-se à assim suprimida diocese de Pointe-à-Pitre (em Grande Terre, que ainda tem sua antiga catedral de São Pedro e São Paulo), de modo que o título completo de seus titulares (raramente usado) é bispo de Basse-Terre-Pointe-à-Pitre.